# مردی درجعبه
مردی درجعبه (انگلیسی: The Man on the Box) فیلمی در ژانر کمدی-درام به کارگردانی اسکار آپفل و سیسیل بی. دمیل است که در سال ۱۹۱۴ منتشر شد. از بازیگران آن می‌توان به هوراس بی. کارپنتر، جین دارول، و میبل ون بیورن اشاره کرد.